# Filip IV. Španski
Filip IV. Španski, španski plemič, * 8. april 1605, Valladolid, † 17. september 1665.
Bil je princ Portugalske (1605-1621), princ Asturije (1605-1621), kralj Portugalske (1621-1640), princ Piombinoja (1628-1634), kralj Španije (1621-1665),...